# Municipio de Rosebud (Minnesota)
El municipio de Rosebud (en inglés: Rosebud Township) es un municipio ubicado en el condado de Polk en el estado estadounidense de Minnesota. En el año 2010 tenía una población de 351 habitantes y una densidad poblacional de 3,87 personas por km².

## Geografía
El municipio de Rosebud se encuentra ubicado en las coordenadas 47°31′57″N 95°44′10″O / 47.53250, -95.73611. Según la Oficina del Censo de los Estados Unidos, el municipio tiene una superficie total de 90.58 km², de la cual 85,62 km² corresponden a tierra firme y (5,47 %) 4,96 km² es agua.

## Demografía
Según el censo de 2010, había 351 personas residiendo en el municipio de Rosebud. La densidad de población era de 3,87 hab./km². De los 351 habitantes, el municipio de Rosebud estaba compuesto por el 97,72 % blancos, el 0,57 % eran amerindios y el 1,71 % eran de una mezcla de razas. Del total de la población el 0,85 % eran hispanos o latinos de cualquier raza.